# Þórarinn Þórólfsson
Þórarinn svarti Þórólfsson (Thorarin Thorolfsson) también Þórarinn máhlíðingur (n. 973, apodado el Negro),  fue un escaldo de Islandia, en el siglo X. Escribió el poema Máhlíðingavísur que se conserva en la saga Eyrbyggja.